# Beaucarnea
Beaucarnea is een geslacht van bloeiende planten. In Mexico, Belize, Guatemala, Texas en Californië groeien ongeveer twintig verschillende soorten. De soorten worden ook vaak in een ander geslacht, Nolina, geplaatst.
Het geslacht is vernoemd naar Jean-Baptiste Beaucarne, een notaris en plantenverzamelaar uit Ename (België), die het als eerste met succes op het Europese vasteland kweekte. In de familiewoning, Huis Beaucarne te Ename, kan men een exemplaar van Beaucarnea aantreffen die afstamt van het historische exemplaar dat in de 19e eeuw vanuit Mexico werd geïmporteerd.
In Nederland staat de plant bekend onder de bijnaam olifantspoot (Beaucarnea recurvata, synoniem: Nolina recurvata) vernoemd naar de dikke stam van deze kamerplant. Het zijn planten met een aan de basis knolvormig verdikte stam en smalle bladeren in rozetten; het geheel doet sterk aan de meer bekende Yucca denken.

## Enkele soorten
- Beaucarnea gracilis (synoniemen: B. oedipus, Nolina gracilis )
- Beaucarnea guatemalensis (synoniem: Nolina guatemalensis )
- Beaucarnea pliabilis
- Beaucarnea recurvata (synoniem: Nolina recurvata )

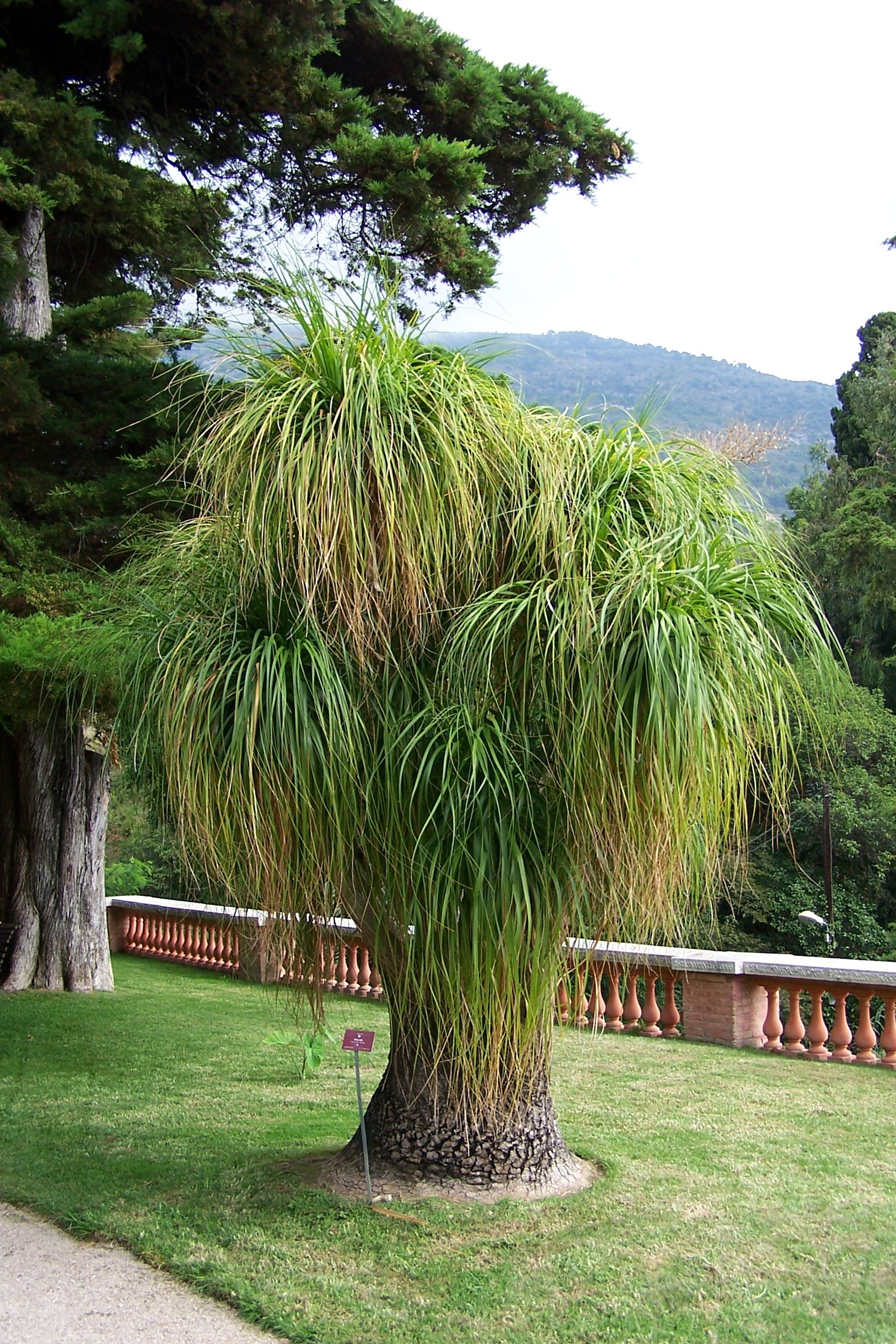
Beaucarnea recurvata in de botanische tuin van Menton